# Cornélis Liégeois
Cornélis Joseph Liégeois était un violoncelliste et compositeur belge, né le 25 mars 1860 à Namur et mort le 30 janvier 1921 à Paris.
Liégeois, élève de Joseph Servais, au conservatoire de Bruxelles était un virtuose du violoncelle en son époque. Il était membre de l'orchestre de Benjamin Bilse à Berlin et soliste aux Concerts Lamoureux à Paris, ville ou il prend résidence et la nationalité française. Comme compositeur il est l'auteur d'une méthode pour violoncelle, d'une messe, d'un quatuor à cordes et de nombreuses œuvres pour un ou plusieurs violoncelles.

## Sources
1. ↑  Thierry Levaux, Dictionnaire des compositeurs de Belgique du Moyen Âge à nos jours Art in Belgium, Bruxelles 2006,  (ISBN 2-930338-37-7), p. 398